# Francolise
Francolise – miejscowość i gmina we Włoszech, w regionie Kampania, w prowincji Caserta.
Według danych na rok 2004 gminę zamieszkiwało 4846 osób, 121,2 os./km².